# Ophion rufoniger
Ophion rufoniger là một loài tò vò trong họ Ichneumonidae.